# María Dolores Miró
María Dolores Miró Juncosa (Palma de Mallorca, 17 de julio de 1930-Ibidem, 26 de diciembre de 2004) fue una pintora y mecenas española.

## Biografía
María Dolores Miró nació en Palma de Mallorca el 17 de julio de 1930, siendo la única hija del pintor Joan Miró (1893-1983) y de su esposa Pilar Juncosa Iglesias (1904-1995). Fue la única descendiente directa del artista.
Fue la  presidenta de honor y vocal nato de los patronatos de las fundaciones Joan Miró de Barcelona y Pilar y Joan Miró en Mallorca. Estos centros se encargan de la difusión y estudio de la obra del pintor Joan Miró: el primero, desde mediados de la década de los setenta, mientras que el segundo inició su cometido en la década de los noventa del siglo XX, convirtiéndose también en lugares para la experimentación y muestra del arte contemporáneo en Europa.
El mecenazgo, compromiso y solidaridad progresista de Joan Miró lo continuó su heredera, María Dolores, la cual se convirtió en una mecenas de las artes.
Dolores Miró Juncosa pasó parte de su infancia en París, ya que por el conflicto bélico del 36, la familia Miró se refugió en 1937 en París; pero al producirse la invasión nazi de Francia la familia Miró se trasladó al mundo rural francés.
Alrededor de los años cincuenta la familia vuelve a Mallorca, donde murió el marido de  Dolores, y un poco más tarde, en enero de 1991,  el primero de sus cuatro hijos, David Fernández Miró, poeta, traductor y editor musical.
Murió en Palma de Mallorca el 26 de diciembre de 2004, a causa de un infarto, sufrido tras una operación programada de cadera; y fue incinerada en el tanatorio de Bon Sosec en Palma de Mallorca, depositándose sus cenizas cerca de sus padres.